# Кубок СССР по хоккею с шайбой 1977
Восемнадцатый розыгрыш Кубка СССР по хоккею с шайбой, который должен был пройти сразу после окончания чемпионата страны 1976/77, был перенесён на начало следующего сезона. Как и прошлом турнире участвовали команды высшей и первой (по состоянию на сезон 1977/78) лиг, разделённые на 4 группы. На этот раз на групповом этапе не проводились разъездные турниры, все матчи каждой группы проходили в одном городе.

## Список участников
| Команды класса «А» (Высшая лига) | Команды класса «А» (Первая лига) |
| --- | --- |
| - «Автомобилист» Свердловск - «Динамо» Москва - «Динамо» Рига - «Крылья Советов» Москва - «Спартак» Москва - «Торпедо» Горький - «Трактор» Челябинск - «Химик» Воскресенск - СКА Ленинград - ЦСКА | - «Бинокор» Ташкент - «Дизелист» Пенза - «Динамо» Минск - «Ижсталь» Ижевск - «Кристалл» Саратов - «Локомотив» Москва - «Металлург» Челябинск - «Молот» Пермь - «Сибирь» Новосибирск - «Сокол» Киев - СК им. Салавата Юлаева Уфа - СК им. Урицкого Казань - СКА Куйбышев - СКА МВО Липецк |

## Предварительный этап
Матчи прошли с 4 по 11 сентября.

### Группа 1 (Рига)
| М | Команда                    | 1   | 2   | 3    | 4   | 5   | 6    | И | В | Н | П | Ш     | О  |
| - | -------------------------- | --- | --- | ---- | --- | --- | ---- | - | - | - | - | ----- | -- |
| 1 | «Динамо» Рига              | -   | 7:1 | 3:1  | 5:4 | 8:4 | 7:3  | 5 | 5 | 0 | 0 | 30-13 | 10 |
| 2 | «Химик» Воскресенск        | 1:7 | -   | 5:2  | 3:4 | 7:3 | 7:4  | 5 | 3 | 0 | 2 | 23-20 | 6  |
| 3 | СК им. Салавата Юлаева Уфа | 1:3 | 5:2 | -    | 3:2 | 6:2 | 10:2 | 5 | 3 | 0 | 2 | 22-14 | 6  |
| 4 | «Сибирь» Новосибирск       | 4:5 | 4:3 | 2:3  | -   | 6:6 | 5:6  | 5 | 1 | 1 | 3 | 21-23 | 3  |
| 5 | «Бинокор» Ташкент          | 4:8 | 3:7 | 2:6  | 6:6 | -   | 5:4  | 5 | 1 | 1 | 3 | 20-31 | 3  |
| 6 | СКА МВО Липецк             | 3:7 | 4:7 | 2:10 | 6:5 | 4:5 | -    | 5 | 0 | 0 | 5 | 19-34 | 0  |

### Группа 2 (Казань)
| М | Команда                   | 1   | 2   | 3   | 4   | 5   | 6   | И | В | Н | П | Ш     | О |
| - | ------------------------- | --- | --- | --- | --- | --- | --- | - | - | - | - | ----- | - |
| 1 | «Динамо» Москва           | -   | 4:0 | 1:5 | 9:5 | 5:1 | 8:2 | 5 | 4 | 0 | 1 | 27-13 | 8 |
| 2 | «Динамо» Минск            | 0:4 | -   | 5:2 | 7:2 | 4:2 | 6:0 | 5 | 4 | 0 | 1 | 22-10 | 8 |
| 3 | «Крылья Советов» Москва   | 5:1 | 2:5 | -   | 2:2 | 6:2 | 8:3 | 5 | 3 | 1 | 1 | 23-13 | 7 |
| 4 | «Автомобилист» Свердловск | 5:9 | 2:7 | 2:2 | -   | 8:4 | 7:3 | 5 | 1 | 1 | 3 | 24-25 | 3 |
| 5 | «Дизелист» Пенза          | 1:5 | 2:4 | 2:6 | 4:8 | -   | 6:3 | 5 | 1 | 0 | 4 | 15-26 | 2 |
| 6 | СК им. Урицкого Казань    | 2:8 | 0:6 | 3:8 | 3:7 | 3:6 | -   | 5 | 0 | 0 | 5 | 11-35 | 0 |

### Группа 3 (Челябинск)
| М | Команда             | 1    | 2   | 3   | 4   | 5    | 6   | И | В | Н | П | Ш     | О  |
| - | ------------------- | ---- | --- | --- | --- | ---- | --- | - | - | - | - | ----- | -- |
| 1 | «Спартак» Москва    | -    | 6:4 | 7:4 | 9:6 | 11:6 | 7:2 | 5 | 5 | 0 | 0 | 40-22 | 10 |
| 2 | «Трактор» Челябинск | 4:6  | -   | 3:4 | 5:1 | 5:2  | 6:2 | 5 | 3 | 0 | 2 | 23-15 | 6  |
| 3 | СКА Куйбышев        | 4:7  | 4:3 | -   | 5:3 | 4:4  | 4:5 | 5 | 2 | 1 | 2 | 21-22 | 5  |
| 4 | «Локомотив» Москва  | 6:9  | 1:5 | 3:5 | -   | 4:3  | 2:3 | 5 | 2 | 0 | 3 | 17-24 | 4  |
| 5 | «Ижсталь» Ижевск    | 6:11 | 2:5 | 4:4 | 3:4 | -    | 6:4 | 5 | 1 | 1 | 3 | 21-28 | 3  |
| 6 | «Кристалл» Саратов  | 2:6  | 2:7 | 5:4 | 3:2 | 4:6  | -   | 5 | 1 | 0 | 4 | 15-26 | 2  |

### Группа 4 (Горький)
| М | Команда               | 1    | 2    | 3    | 4    | 5    | 6    | И | В | Н | П | Ш     | О  |
| - | --------------------- | ---- | ---- | ---- | ---- | ---- | ---- | - | - | - | - | ----- | -- |
| 1 | ЦСКА                  | -    | 10:0 | 13:3 | 5:3  | 13:3 | 20:3 | 5 | 5 | 0 | 0 | 61-12 | 10 |
| 2 | «Торпедо» Горький     | 0:10 | -    | 9:2  | 10:4 | 6:3  | 6:4  | 5 | 4 | 0 | 1 | 28-23 | 8  |
| 3 | «Молот» Пермь         | 3:13 | 2:9  | -    | 3:2  | 4:0  | 5:3  | 5 | 3 | 0 | 2 | 17-24 | 6  |
| 4 | СКА Ленинград         | 3:5  | 4:10 | 2:3  | -    | 7:2  | 6:3  | 5 | 2 | 0 | 3 | 22-23 | 4  |
| 5 | «Металлург» Челябинск | 3:13 | 3:6  | 0:4  | 2:7  | -    | 5:1  | 5 | 1 | 0 | 4 | 13-31 | 2  |
| 6 | «Сокол» Киев          | 3:20 | 4:6  | 3:5  | 3:6  | 1:5  | -    | 5 | 0 | 0 | 5 | 14-42 | 0  |

## 1/2 финала
| 27.10.1977 | «Динамо» Москва | ЦСКА             | 3:6 |
| 27.10.1977 | «Динамо» Рига   | «Спартак» Москва | 3:4 |

## Финал
| 06.11.1977 | ЦСКА | 9:5 (2:0, 5:1, 2:4) | «Спартак» Москва | ДС «Лужники», Москва Зрителей: 12 500 |

| Отчёт | Отчёт | Отчёт | Отчёт | Отчёт |  |
| --- | --- | --- | --- | --- |  |
| | | | | |  |
| | Владислав Третьяк (2) (Александр Тыжных 41') | Вратари | Виктор Дорощенко | Судья: В.Домбровский (Челябинск) Линейные судьи: Ю.Смирнов (Челябинск) И.Прусов (Москва) |  |
| | Голы: | | | Судья: В.Домбровский (Челябинск) Линейные судьи: Ю.Смирнов (Челябинск) И.Прусов (Москва) |  |
| В.Фетисов (бол.) 7' В.Харламов 12' В.Харламов (В.Фетисов, В.Петров) 25' А.Волченков 27' В.Петров (Б.Михайлов) 30' Б.Александров (В.Викулов, А.Волченков) 38' А.Волчков (В.Петров) 38' Б.Александров (В.Викулов) 51' А.Лобанов (Б.Александров, В.Викулов) (бол.) 57' | 1:0 2:0 3:0 4:0 5:0 5:1 6:1 7:1 7:2 7:3 7:4 8:4 8:5 9:5 | 36' В.Шалимов 46' В.Шалимов 46' В.Лубкин (С.Подгорцев) 48' В.Брагин (Г.Крылов) 55' В.Пачкалин (С.Подгорцев) | | Судья: В.Домбровский (Челябинск) Линейные судьи: Ю.Смирнов (Челябинск) И.Прусов (Москва) |  |
| | | | | Судья: В.Домбровский (Челябинск) Линейные судьи: Ю.Смирнов (Челябинск) И.Прусов (Москва) |  |
| | | | | Судья: В.Домбровский (Челябинск) Линейные судьи: Ю.Смирнов (Челябинск) И.Прусов (Москва) |  |
| | | | | Судья: В.Домбровский (Челябинск) Линейные судьи: Ю.Смирнов (Челябинск) И.Прусов (Москва) |  |
| 14 мин | Штраф | 14 мин | | Судья: В.Домбровский (Челябинск) Линейные судьи: Ю.Смирнов (Челябинск) И.Прусов (Москва) |  |
| | | | | |  |
| | | | | |  |
| | | | | |  |
| | Виктор Тихонов | Тренер | Роберт Черенков | |  |
| Г.Цыганков - В.Фетисов, С.Бабинов (2) - В.Лутченко, А.Волченков - С.Гимаев; Б.Михайлов - В.Петров (4) - В.Харламов, Х.Балдерис - В.Анисин - С.Капустин (2), В.Викулов - А.Лобанов (2) - Б.Александров, А.Волчков (2), В.Попов                                       | Г.Цыганков - В.Фетисов, С.Бабинов (2) - В.Лутченко, А.Волченков - С.Гимаев; Б.Михайлов - В.Петров (4) - В.Харламов, Х.Балдерис - В.Анисин - С.Капустин (2), В.Викулов - А.Лобанов (2) - Б.Александров, А.Волчков (2), В.Попов | Состав | С.Коротков - В.Кучеренко (6), В.Спиридонов (4) - В.Зубков, С.Кислицын (2) - В.Марков; В.Шалимов - А.Кожевников - А.Якушев, В.Брагин - Г.Крылов (2) - В.Евстифеев, А.Костылев - В.Трунов - А.Баринев, В.Пачкалин - В.Лубкин - С.Подгорцев | С.Коротков - В.Кучеренко (6), В.Спиридонов (4) - В.Зубков, С.Кислицын (2) - В.Марков; В.Шалимов - А.Кожевников - А.Якушев, В.Брагин - Г.Крылов (2) - В.Евстифеев, А.Костылев - В.Трунов - А.Баринев, В.Пачкалин - В.Лубкин - С.Подгорцев |  |